# Tradescantia commelinoides
Tradescantia commelinoides är en himmelsblomsväxtart som beskrevs av Schult. och Julius Hermann Schultes. Tradescantia commelinoides ingår i släktet båtblommor, och familjen himmelsblomsväxter. Inga underarter finns listade.